# Valentie (taalkunde)
Valentie is een begrip in de taalkunde dat de 'plaatsigheid' van een werkwoord uitdrukt. Het geeft aan hoeveel nominale constituenten (onderwerp, lijdend voorwerp etc.) een bepaald predicaat (werkwoord) normaliter met zich heeft. In deze betekenis heeft het begrip valentie betrekking op syntaxis. Het wordt ook wel gebruikt om het aantal argumenten van een predicaat aan te duiden: dan betreft het semantiek. Feit is, dat een werkwoord met een bepaalde syntactische valentie altijd een precies even hoge semantische valentie heeft: daarom worden beide deelbetekenissen door elkaar gebruikt.
Een predicaat met 'syntactische valentie twee' wil zeggen dat het normaliter twee 'verplichte' constituenten heeft, bijvoorbeeld een subject en een object. Een 'verplichte constituent' is een toevoeging die je normaliter bij dat predicaat zou verwachten. Als die niet wordt uitgedrukt, moet je hem erbij denken: in je achterhoofd moet je dan zonder twijfel kunnen aanvullen welke er weggelaten is. Als je dat niet kunt maar hem toch mist, is de weglating ten onrechte geschied en dus foutief. Als je het niet kunt maar dat ook niet nodig lijkt, betreft het waarschijnlijk geen verplichte constituent maar een satelliet.
In valentiewoordenboeken wordt beschreven hoe werkwoorden als syntactisch hoofd van een zin dependenten aan zich binden. Deze woordenboeken vormen een belangrijk hulpmiddel bij het vertalen.

## Voorbeelden
- "Ik geef jou een boek."

Het predicaat 'geven' is in de regel driewaardig (heeft een valentie van drie): het heeft normaliter een subject ("ik"), een direct object ("een boek") en een indirect object ("jou") als dependenten. We zien dat het in dit geval klopt: er zijn geen opvallende dingen weggelaten die je normaliter wel bij dit predicaat zou verwachten.